# كلارنس إتش آدامز
كلارنس إتش آدامز (بالإنجليزية: Clarence H. Adams)‏ هو شخصية أعمال أمريكي، ولد في 1 نوفمبر 1905، وتوفي في 10 مايو 1987.